# Epsilon Serpentis
Epsilon Serpentis (Latinh hóa từ ε Serpentis) là một sao đơn, màu trắng trong chòm sao Cự Xà, trong phần đầu của nó (Serpens Caput). Nó có thể nhìn thấy bằng mắt thường với cấp sao biểu kiến +3,69. Dựa trên sự thay đổi thị sai hàng năm là 46,30 mili giây cung khi nhìn từ Trái Đất, tính toán được sao này cách Mặt Trời 70 năm ánh sáng. Nó đang tiến lại gần Mặt Trời với vận tốc xuyên tâm −9 km/s.
Nó là một sao Am trên dãy chính với phân loại sao là kA2hA5mA7 V. Ký hiệu này cho biết quang phổ thể hiện vạch K calci của một ngôi sao A2, các vạch hydro của một ngôi sao A5 và các vạch kim loại của một ngôi sao A7. Nó đã được kiểm tra về sự hiện diện của từ trường, nhưng mức độ phát hiện không có ý nghĩa thống kê.
Epsilon Serpentis có khối lượng ước tính gấp 1,82 lần Mặt Trời và bán kính gấp 1,78 lần Mặt Trời. Ngôi sao này đang tỏa sáng gấp 12 lần độ sáng của Mặt Trời từ quang quyển của nó với nhiệt độ hiệu dụng khoảng 7.928 K. Nó là một ứng cử viên cho dư thừa hồng ngoại ở bước sóng 25 μm, gợi ý rằng có một đĩa vòng quanh sao bao gồm bụi với nhiệt độ 250±70 K có thể quay trên quỹ đạo khoảng 4,2 AU từ ngôi sao chủ. Ngôi sao này có tuổi thọ khoảng 500 triệu năm tuổi và đang tự quay với vận tốc tự quay dự kiến là 33,1 km/s.

## Từ nguyên
Epsilon Serpentis là thành viên của khoảnh sao bản địa Ả Rập gọi là al-Nasaq al-Yamānī, thuộc "đường phía nam" trong "hai đường" của al-Nasaqān. cùng với α Ser (Unukalhai), δ Ser, Oph (Yed Tiền), ε Oph (Yed Hậu), ζ Oph và γ Oph.
Theo danh lục sao trong Bản ghi nhớ kỹ thuật 33-507 - Danh lục sao rút gọn gồm 537 tên sao, al-Nasaq al-Yamānī hoặc Nasak Yamani là tên gọi của hai sao: Δ Ser là Nasak Yamani I và ε Ser là Nasak Yamani II (trừ α Ser, δ Oph, ε Oph, ζ Oph và γ Oph).
Trong thiên văn học Trung Quốc, 天市右垣 (Tiān Shì Yòu Yuán, Thiên Thị Hữu Viên), có nghĩa là tường bao bên phải của chợ trời, để chỉ tới một khoảnh sao đại diện cho 11 quốc gia cổ tại Trung Quốc tạo thành đường bao bên phải của Thiên Thị viên, chứa các sao ε Serpentis, β Herculis, γ Herculis, κ Herculis, γ Serpentis, β Serpentis, α Serpentis, δ Serpentis, δ Ophiuchi, ε Ophiuchi và ζ Ophiuchi. Theo đó, tên gọi tiếng Trung của ε Serpentis là Thiên Thị Hữu Viên bát (天市右垣八, Tiān Shì Yòu Yuán bā, nghĩa đen là sao thứ tám của Thiên Thị Hữu Viên), đại diện cho nước Ba (巴).